# Zgierz
Zgierz város és kistérség Lengyelországban, a Łódźi vajdaságban. 

## Képgaléria

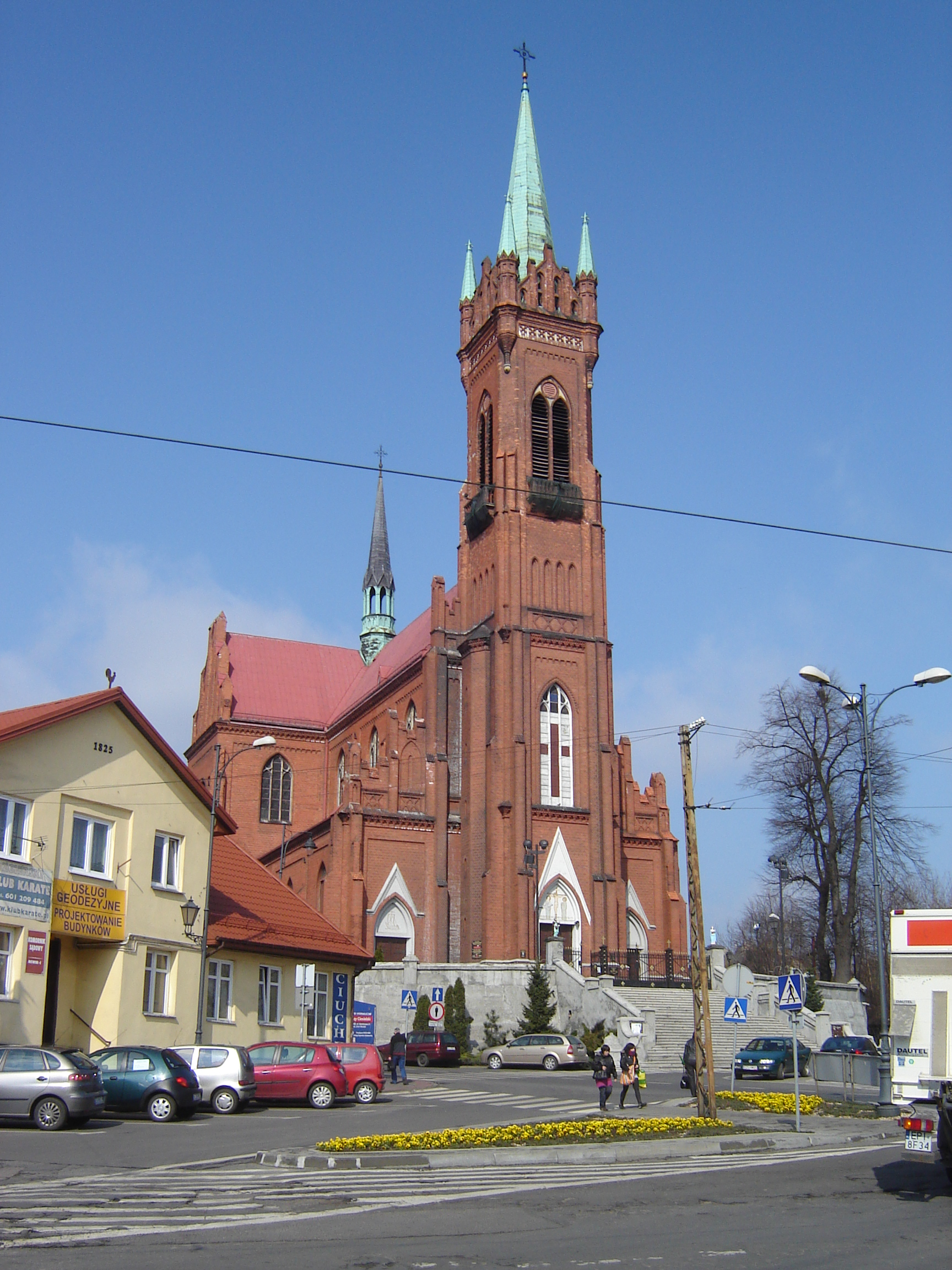
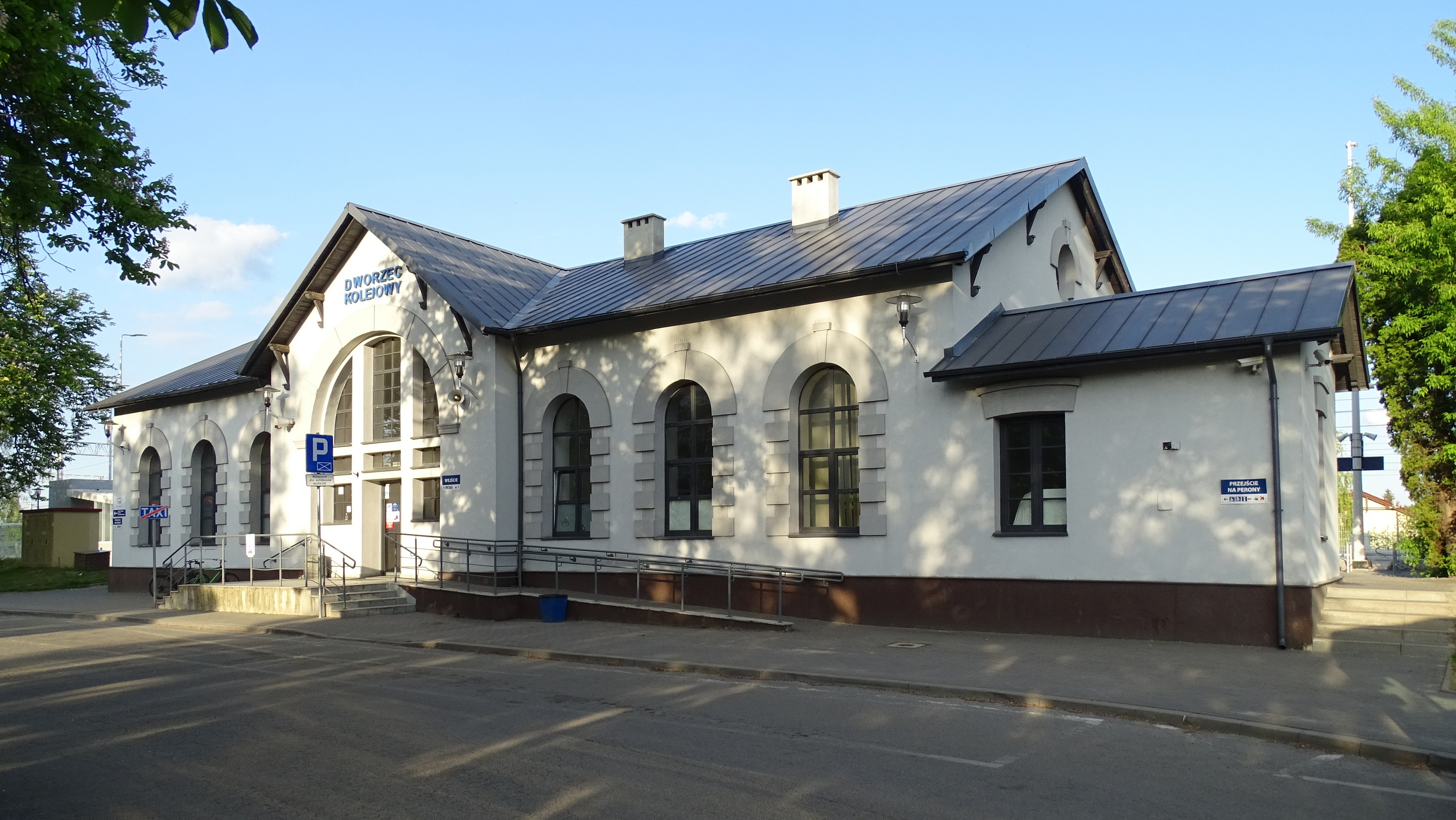
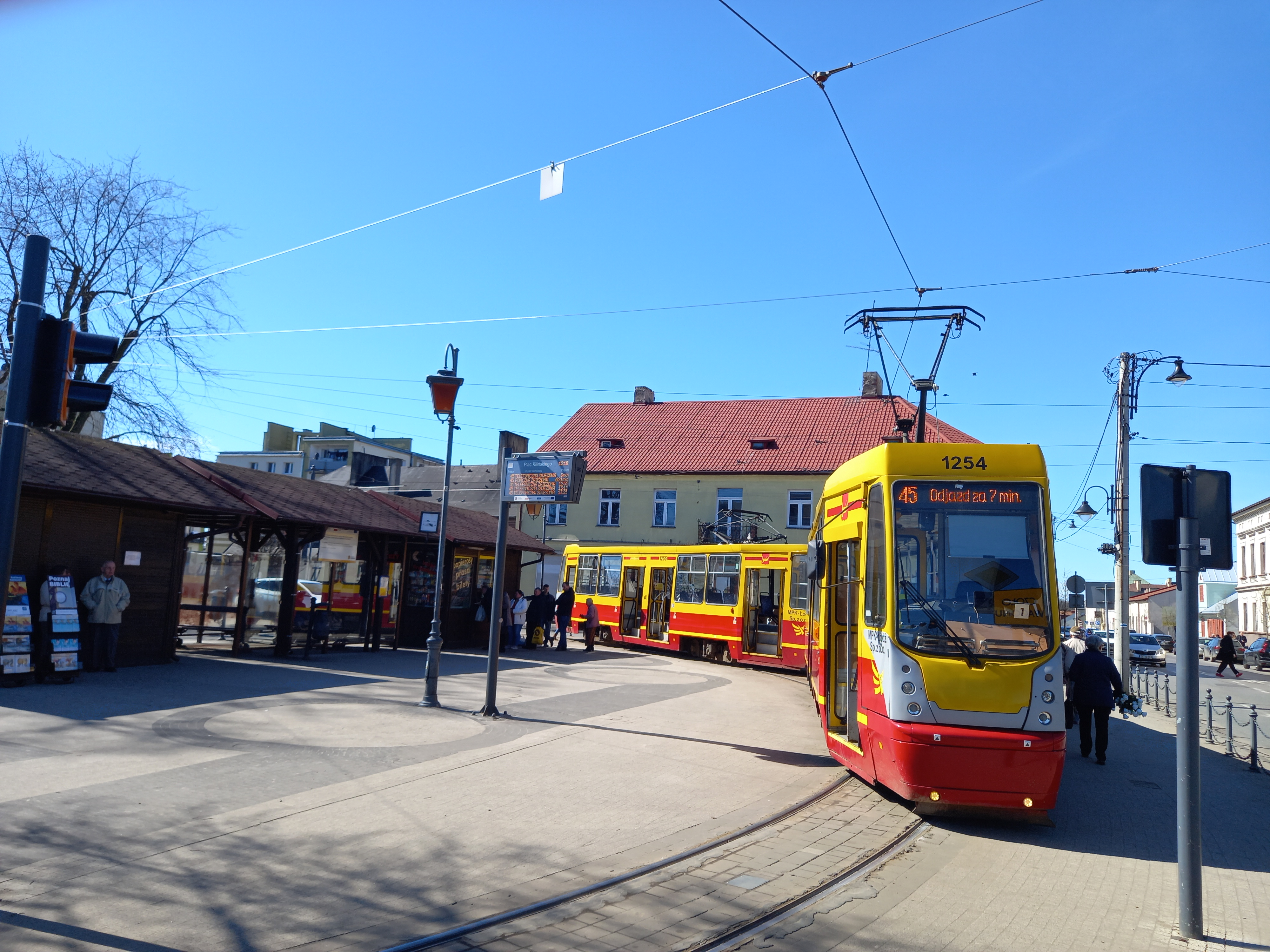

## Testvérvárosai
| Város            | Ország        | Okirat aláírása |
| ---------------- | ------------- | --------------- |
| Glauchau         | Németország   | 1996            |
| Hódmezővásárhely | Magyarország  | 2005            |
| Késmárk          | Szlovákia     | 1998            |
| Kupiškis         | Litvánia      | 1998            |
| Maniewicze       | Ukrajna       | 1999            |
| Orzysz           | Lengyelország | 2001            |
| Supraśl          | Lengyelország | 2001            |

## Külső hivatkozások
- A város hivatalos honlapja